# Haworthia sordida
Haworthia sordida är en grästrädsväxtart som beskrevs av Adrian Hardy Haworth. Haworthia sordida ingår i släktet Haworthia och familjen grästrädsväxter.

## Underarter
Arten delas in i följande underarter:
- H. s. lavranii
- H. s. sordida